# Andreas Stähle
Andreas Stähle   (Halle, 14 de febrer de 1965) és un piragüista alemany, ja retirat, que va competir sota bandera de la República Democràtica Alemanya durant la dècada de 1980.
El 1988 va prendre part en els Jocs Olímpics d'Estiu de Seül, on va disputar dues proves del programa de piragüisme. En la prova del K-1 500 metres guanyà la medalla de plata, mentre en la del K-4 1.000 metres, formant equip amb Kay Bluhm, André Wohllebe i Hans-Jörg Bliesener, guanyà la de bronze.
En el seu palmarès també destaquen set medalles al Campionat del Món en aigües tranquil·les, tres d'or, tres de plata i una de bronze entre les edicions de 1983 i 1990. A nivell nacional guanyà quatre campionats de la República Democràtica Alemanya.